# Ekološka reja
Ekolóška rêja je eden izmed več možnih načinov vzrejanja domačih živali. Praviloma se o ekološkem rejskem sistemu govori, kadar se obravnava rejo perutnine, še posebej domačih kokoši. V svojem bistvu je ekološka reja kokoši precej podobna prosti oziroma pašni reji (ptiče se čez dan izpusti na prosto), a zanjo veljajo tudi nekatere dodatne, pogosto strožje omejitve in zahteve.
Pri ekološki vzreji kokoši nesnic se njihova jajca, namenjena prodaji, označi s številko 0, del šifranta pa sta tudi podatka o državi porekla in proizvajalcu. Po pravilniku se ekološko rejo skupaj s prosto in hlevsko združuje v skupino alternativnih rejskih sistemov in hkrati ločuje od komercialno najbolj razširjene baterijske reje.

## Značilnosti
Ekološki sistem vzrejanja perjadi temelji na prosti oziroma pašni reji, od katere se prvi loči po nekaj dodatnih zahtevah. V Sloveniji so točni pogoji za opredelitev rejskega sistema kot ekološkega navedeni v Pravilniku o ekološki pridelavi in predelavi kmetijskih pridelkov oziroma živil, smernice so navedene tudi v Standardih za ekološko pridelavo in predelavo Zveze društev ekoloških kmetov Slovenije (uporabni, kadar gre za prodajo ekološko pridelanih jajc slovenske kolektivne znamke Biodar).
Med specifike ekološke reje kokoši sodijo med drugim naslednje smernice:
- v ekološki reji je zaželena vzreja domačih živalskih pasem; pri rejah kokoši se spodbujajo predvsem avtohtone in tradicionalne pasme ter linije (na primer štajerka, slovenska srebrna kokoš, slovenska pozno operjena kokoš ipd.)
- ekološko vzrejane domače kokoši se hrani z ekološko hrano (t.i. bio-krmo), nekaj hranil pa živali pridobijo tudi na ekološki reji prilagojenemu pašniku[1][7]
- umetna osvetljava je dovoljena kot dopolnilo naravni svetlobi – skupaj lahko omogočata maksimalno 16 ur svetlobe na dan (rejec mora poskrbeti, da so živali deležne minimalno 8 ur neprekinjenega neosvetljenega časa, namenjenega nočnemu počitku)
- minimalno ena tretjina hlevskih tal mora biti zapolnjena (pokrita s steljo, npr. slamo, žagovino, peskom ali šoto, in ne zgolj iz rešetk oziroma mreže)
- maksimalno število kokoši na en hlev je 3000
- ustrezno opremljen hlev ima odprtine (več vhodov/izhodov), ki so prilagojene dimenzijam živali in hkrati njihova vsota doseže vsaj 4 m na 100 m2 uporabne površine (tj. brez gnezdišča[4])
- v hlevski notranjosti je dovoljeno maksimalno 6 nesnic na m2 uporabne površine
- skupna dolžina hlevskih gredi mora zagotavljati vsaj 18 cm na eno žival
- individualna gnezdišča so namenjena maksimalno 7 ptičem, v primeru skupnega gnezditvenega prostora velja kriterij 120 cm2 na kokoš
- kljuna se kokošim v ekološki reji ne krajša[3][8]

## V družbi
Na slovenskem področju je ekološka reja razmeroma redek način gojenja kokoši, ki mu pripada le 1 % celotne proizvodnje jajc (najbolj razširjena je baterijska reja z 61 %, druga je hlevska reja z 36 %, zgolj odstotek več pa je proste reje z 2 %).
Ekološki vzrejni način praviloma velja za rejenim živalim najprijaznejši živinorejski sistem, ki ga kot takega dojema tudi velik delež javnosti. Zaradi večjih stroškov, povezanih z izpolnjevanjem predpisanih zahtev ekološke reje, so jajca (pa tudi meso, kadar gre za rejo brojlerjev – pitovnih piščancev) iz takšne reje (v primerjavi z drugimi sistemi) najdražja.